# Cipolletti

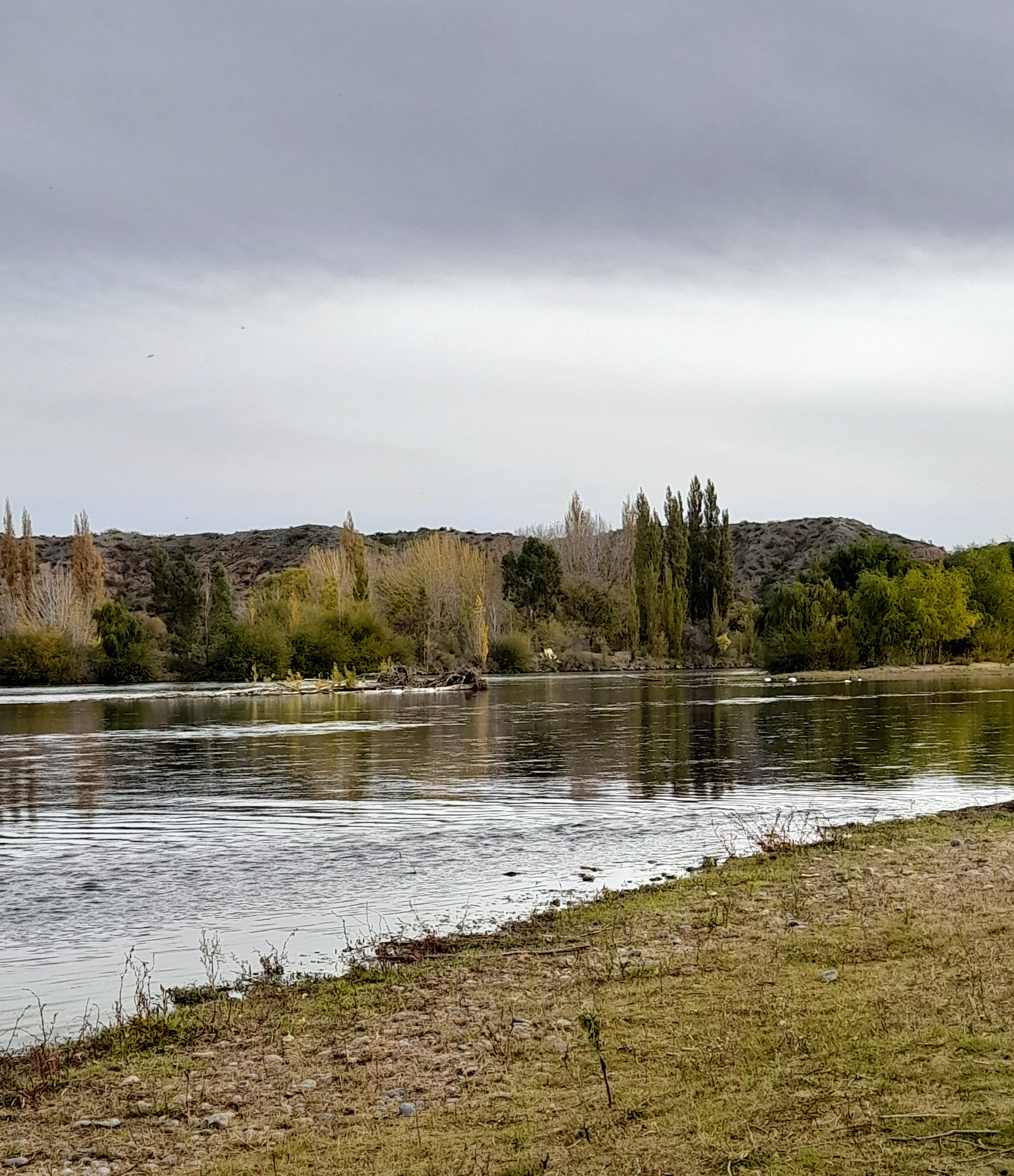
Costa sur del Río Limay, acceso por Balneario Isla Jordán

Cipolletti es una ciudad argentina, ubicada en la provincia de Río Negro. Conocida coloquialmente como Cipo. Cipolletti  es una de las mayores ciudades de la provincia de Rio Negro, la cual cuenta con la particularidad de que su ejido municipal se extiende en los departamentos General Roca y El Cuy.
Junto con Neuquén Capital y Plottier forma parte de la primera zona metropolitana de la Patagonia Argentina, de la cual Neuquén capital es la cabecera de la misma, la cual con el correr de los años se ha expandido hasta abarcar a General Fernández Oro del lado rionegrino y Centenario del lado de la provincia de Neuquén.

## Geografía física
El municipio está ubicado en la Patagonia extra-andina, región natural caracterizada por un relieve de mesetas y un clima árido. El ecosistema autóctono es un matorral xerófilo llamado monte, dominado por especies arbustivas adaptadas al clima árido y suelos arenosos, especialmente la jarilla, con una cobertura vegetal a entre 25 y 40% dejando amplias zonas del suelo descubierto. En la clasificación fitogeográfica de Cabrera se denomina provincia fitogeográfica del monte, distrito de llanuras y mesetas.

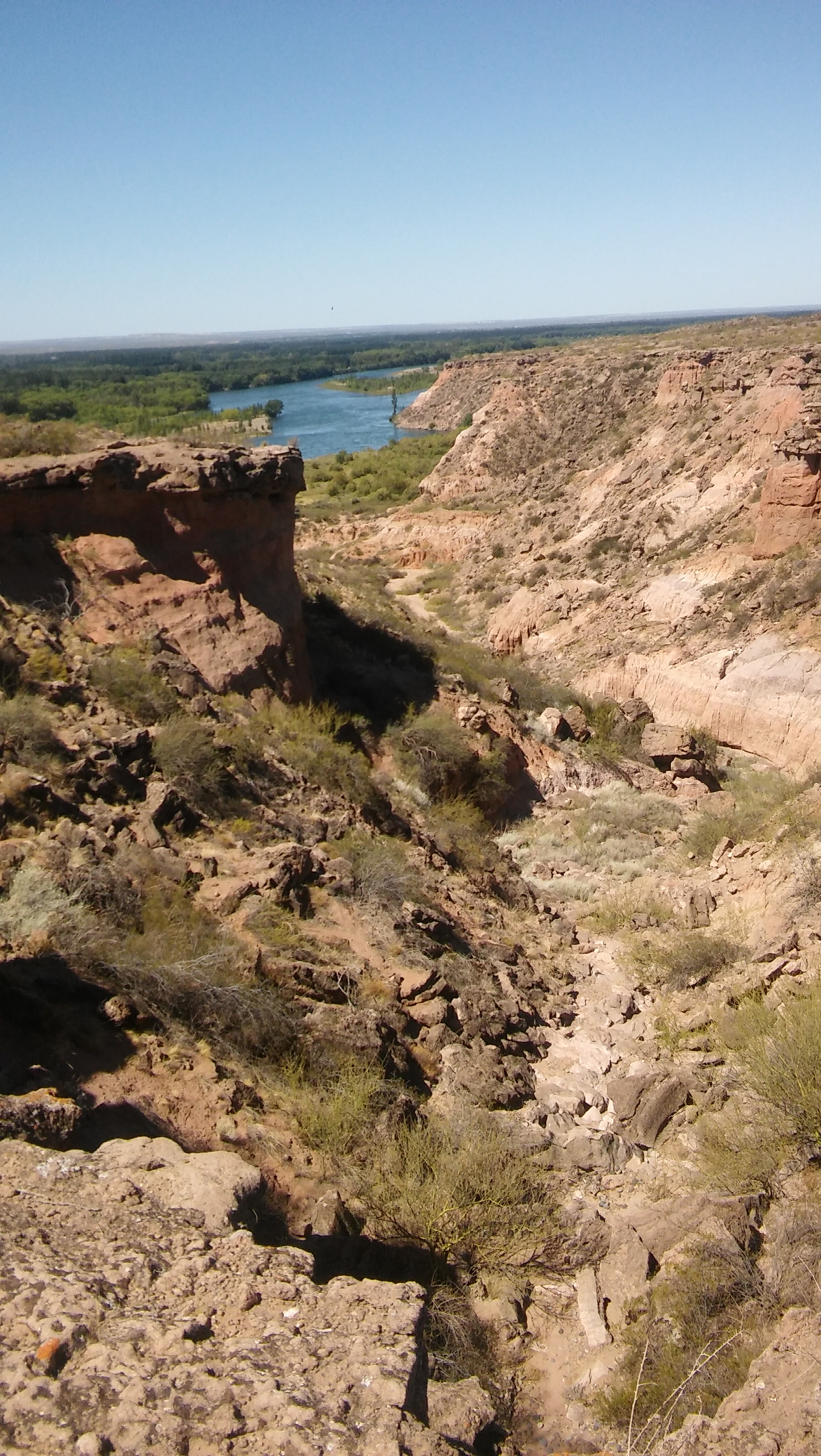
Vista de un cañadón en la margen sur con vegetación de monte. Al fondo, el río Negro.

La superficie total del ejido correspondiente al Municipio de Cipolletti, que está establecida en la ley provincial 2189/87, es de 5257 km²; siendo así el municipio más extenso de la Patagonia. Está ubicado en la confluencia de los ríos Limay y Neuquén que al unirse, forman el Río Negro. Los dos primeros constituyen el límite occidental del municipio que lo separan de la Provincia de Neuquén. El río Negro divide al municipio en dos zonas:  
- La margen izquierda (norte del río Negro y noreste del Neuquén): en la que se desarrolla el Alto Valle del río Negro, caracterizado por la fruticultura bajo riego, donde está la ciudad de Cipolletti y la mayor parte de la población. El área del municipio en esta zona es de 14 926 ha; de las que 1485 ha corresponden a la zona urbana principal y 13 441 ha de zona rural mayormente dedicada a la fruticultura bajo riego. Corresponde al departamento General Roca.
- La margen derecha (sur del río Negro y sudeste del Limay):  El área del municipio en esta zona es de 510 855 ha[4] y se extiende unos 170 km río arriba por el Limay. La zona bajo riego es mucho más pequeña, de unas 500 ha. Incluye la localidad de Las Perlas. El resto de la zona es una escarpa de 60 m de altura y gran pendiente  y una meseta con una altitud de más de 300 m s. n. m. El punto más alto es la meseta de Rentería que llega a los 920 m s. n. m. Destaca en esta zona el área natural protegida Valle Cretácico donde se han encontrado numerosos restos fósiles de animales y vegetales del período Cretácico. Corresponde al  departamento El Cuy.

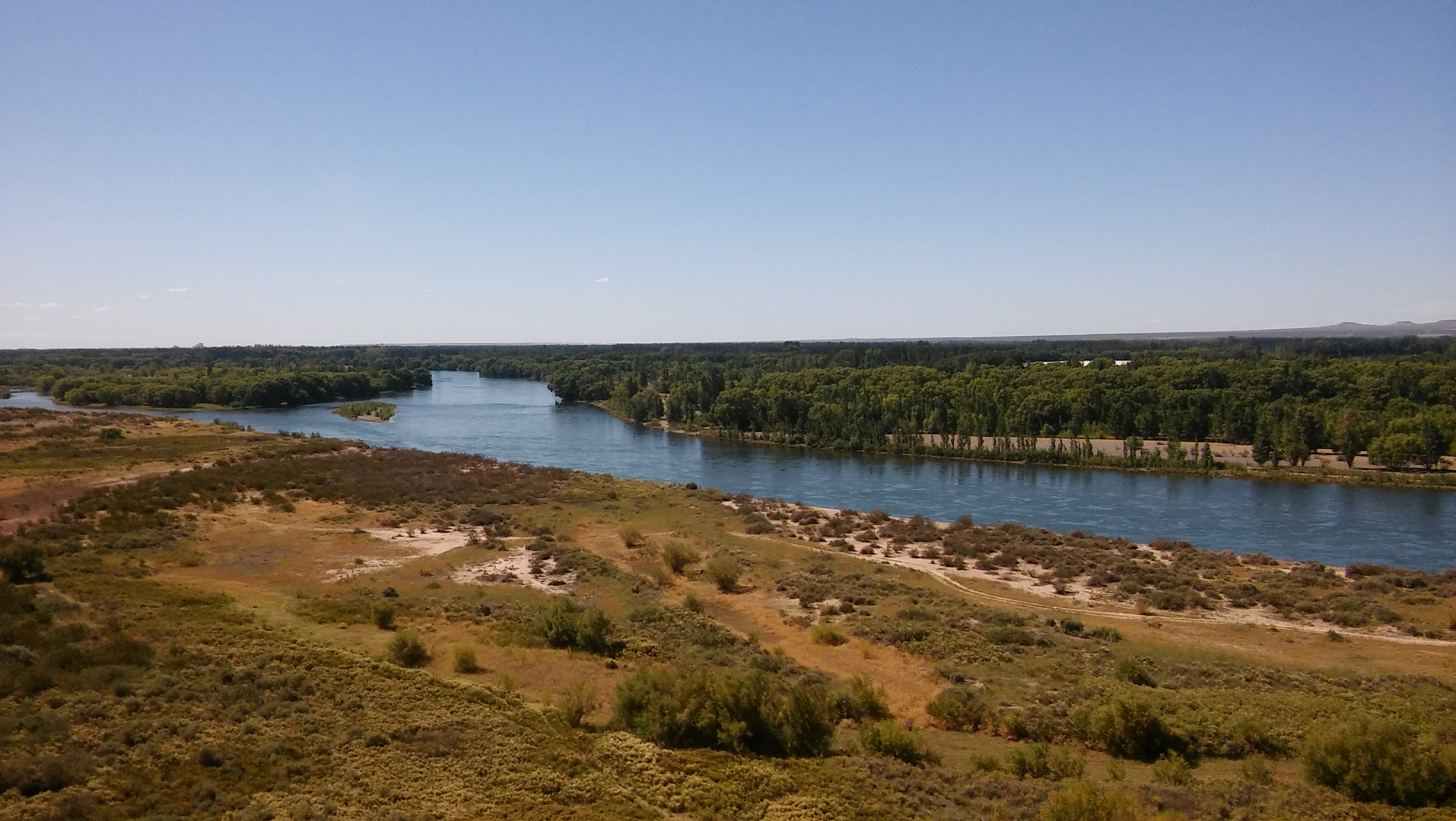
Fotografía de la confluencia tomada desde la margen sur. En el margen izquierdo de la imagen se aprecia el río Limay, que se encuentra con el río Neuquén y juntos forman el río Negro (que continúa a la derecha de la imagen). Se observa el contraste entre la vegetación de la zona de monte y la zona bajo riego.

La ciudad de Cipolletti se ubica en la margen izquierda (noreste) del río Neuquén, muy cerca de su confluencia. Las coordenadas del centro son 38°56′ latitud Sur y 68°0′ longitud Oeste.    

El cuadro siguiente muestra los municipios adyacentes con los que limita el municipio de Cipolletti.
Municipios limítrofes
| Noroeste: Cinco Saltos                                                            |  |                             |
| Oeste: Neuquén (provincia de Neuquén)                                             |  | Este: General Fernández Oro |
| Sudoeste y Sur: Naupa Huen, Aguada Guzmán y Cerro Policía (Comisiones de fomento) |  |                             |

### Clima
De acuerdo a la clasificación climática de Köppen, la ciudad tiene un clima árido frío (BWk) por sus escasas precipitaciones. Se caracteriza por su elevada amplitud térmica anual y diaria, siendo esta última mayor en verano. Las heladas son típicas. En promedio, hay 41 días con helada al año. El periodo medio con heladas comienza a fines de abril y termina a fines de septiembre. Aunque, una vez cada 5 años, las heladas pueden darse hasta inicios de octubre. Este fenómeno, el de las heladas tardías, es muy estudiado en la región debido a sus efectos para la fruticultura. Las lluvias son escasas y no tienen estacionalidad. Las nevadas son muy poco frecuentes. Otro factor característico es el viento que, como en toda la región son intensos y constantes, con poca variación estacional, aunque en la zona del Alto Valle son más intensos en primavera-verano y menos intensos en otoño.  Los vientos más frecuentes y más intensos son los vientos del oeste y, por características locales, también del sudoeste. En Cipolletti los vientos del O y SO representan el 41% y calma el 19% del tiempo. El promedio anual de velocidad de viento (medido a 10 m de altura) es 2,8 m/s.  Este valor es inferior a los que se dan en zonas del sur de la Patagonia debido a la mayor altitud promedio de la cordillera de los Andes hacia norte y por otro lado, el efecto de protección que implica el valle.
| Parámetros climáticos promedio de Cipolletti (1901–1990) | Parámetros climáticos promedio de Cipolletti (1901–1990) | Parámetros climáticos promedio de Cipolletti (1901–1990) | Parámetros climáticos promedio de Cipolletti (1901–1990) | Parámetros climáticos promedio de Cipolletti (1901–1990) | Parámetros climáticos promedio de Cipolletti (1901–1990) | Parámetros climáticos promedio de Cipolletti (1901–1990) | Parámetros climáticos promedio de Cipolletti (1901–1990) | Parámetros climáticos promedio de Cipolletti (1901–1990) | Parámetros climáticos promedio de Cipolletti (1901–1990) | Parámetros climáticos promedio de Cipolletti (1901–1990) | Parámetros climáticos promedio de Cipolletti (1901–1990) | Parámetros climáticos promedio de Cipolletti (1901–1990) | Parámetros climáticos promedio de Cipolletti (1901–1990) |
| Mes                                                      | Ene.                                                     | Feb.                                                     | Mar.                                                     | Abr.                                                     | May.                                                     | Jun.                                                     | Jul.                                                     | Ago.                                                     | Sep.                                                     | Oct.                                                     | Nov.                                                     | Dic.                                                     | Anual                                                    |
| -------------------------------------------------------- | -------------------------------------------------------- | -------------------------------------------------------- | -------------------------------------------------------- | -------------------------------------------------------- | -------------------------------------------------------- | -------------------------------------------------------- | -------------------------------------------------------- | -------------------------------------------------------- | -------------------------------------------------------- | -------------------------------------------------------- | -------------------------------------------------------- | -------------------------------------------------------- | -------------------------------------------------------- |
| Temp. máx. abs. (°C)                                     | 43.8                                                     | 42.0                                                     | 38.2                                                     | 34.1                                                     | 29.6                                                     | 28.5                                                     | 25.8                                                     | 30.2                                                     | 33.7                                                     | 36.7                                                     | 40.4                                                     | 40.7                                                     | 43.8                                                     |
| Temp. máx. media (°C)                                    | 29.8                                                     | 29.0                                                     | 25.5                                                     | 20.9                                                     | 16.0                                                     | 12.5                                                     | 12.3                                                     | 14.9                                                     | 18.0                                                     | 22.0                                                     | 25.9                                                     | 28.5                                                     | 21.3                                                     |
| Temp. media (°C)                                         | 21.9                                                     | 21.1                                                     | 17.7                                                     | 13.1                                                     | 9.3                                                      | 6.2                                                      | 6.0                                                      | 8.1                                                      | 11.3                                                     | 15.0                                                     | 18.8                                                     | 21.2                                                     | 14.1                                                     |
| Temp. mín. media (°C)                                    | 15.4                                                     | 14.2                                                     | 11.2                                                     | 6.9                                                      | 4.0                                                      | 1.2                                                      | 0.9                                                      | 2.4                                                      | 5.3                                                      | 8.5                                                      | 11.9                                                     | 14.2                                                     | 8.0                                                      |
| Temp. mín. abs. (°C)                                     | -0.1                                                     | 0.6                                                      | -4.5                                                     | -7.0                                                     | -11.2                                                    | -11.3                                                    | -14.3                                                    | -10.9                                                    | -9.1                                                     | -4.4                                                     | -0.7                                                     | -0.7                                                     | -14.3                                                    |
| Precipitación total (mm)                                 | 14.6                                                     | 14.4                                                     | 25.9                                                     | 16.3                                                     | 17.5                                                     | 16.6                                                     | 15.3                                                     | 11.7                                                     | 16.1                                                     | 36.7                                                     | 13.2                                                     | 15.4                                                     | 213.7                                                    |
| Humedad relativa (%)                                     | 43.8                                                     | 49.8                                                     | 58.0                                                     | 65.0                                                     | 69.5                                                     | 71.5                                                     | 68.8                                                     | 58.7                                                     | 52.8                                                     | 50.3                                                     | 45.7                                                     | 43.0                                                     | 56.4                                                     |
| Fuente: Secretaría de Minería                            |                                                          |                                                          |                                                          |                                                          |                                                          |                                                          |                                                          |                                                          |                                                          |                                                          |                                                          |                                                          |                                                          |

## Toponimia
El nombre es en honor a César Cipolletti, ingeniero hídrico de origen italiano, que había realizado estudios de los recursos hídricos de la zona del Alto Valle.

## Historia

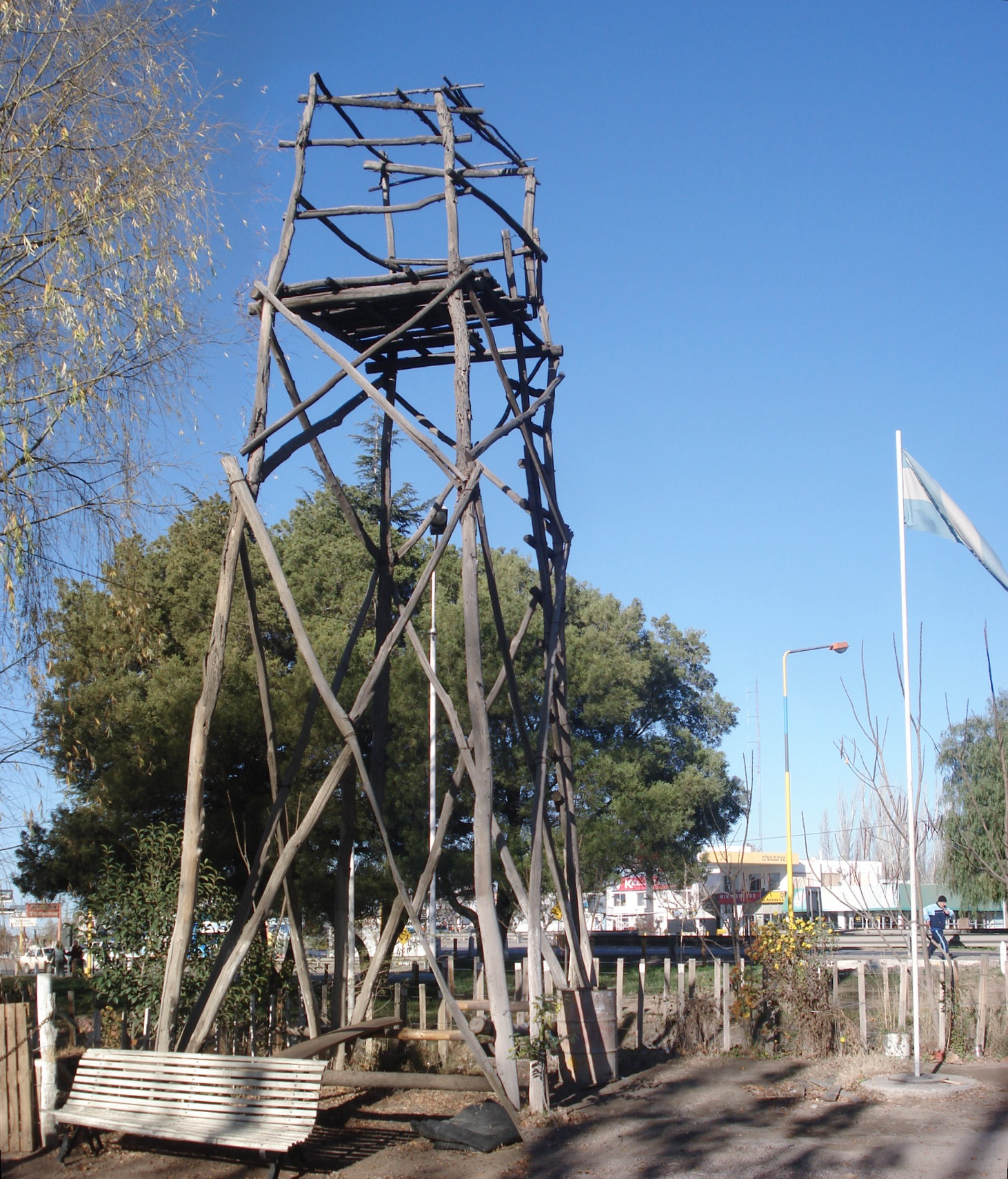
Modelo de mangrullo utilizado durante la Conquista del Desierto

El primer asentamiento poblacional que se halló donde hoy se encuentra Cipolletti fue el fortín «Confluencia», que luego de su incendio y desaparición fue conocido con el nombre de fortín «Primera División», creado por el general Lorenzo Vintter en 1881, quien estuvo a cargo de la segunda de las brigadas que realizaron la Conquista del Desierto. Este fortín tenía una importancia estratégica y su construcción es dispuesta por el entonces presidente Julio Argentino Roca para vigilar el paso de los nativos que frecuentaban la zona.
Un año más tarde de aquella construcción, el 16 de enero de 1882, se libró la batalla del fortín Primera División cuando un grupo de entre 800 y 1000 nativos de tribus de la zona atacaron a la tropa al mando del capitán Juan José Gómez, que estaba integrada por "un sargento, un cabo primero, un cabo y 18 soldados del Regimiento de 7º Caballería de línea". Al cabo del combate, luego de que el capitán Gómez empuñara el arma y matara de un tiro al principal cacique los ataques mengüaron y los atacantes se alejaron, pero al cabo de la retirada el saldo fue de cuatro soldados sin vida, quince heridos y cincuenta caballos perdidos.
En 1886 el general Manuel Fernández Oro le compra al Estado Nacional 40 mil hectáreas ubicadas en el margen izquierdo del río Neuquén. Sin embargo, recién en 1899 suceden dos acontecimientos que van a marcar el destino de la ciudad y de la región. Uno de ellos es la llegada del Ferrocarril del Sud a la región, hecho que implicó la posibilidad del crecimiento de la población a partir de la migración hacia la región. El otro hecho fue bastante más desafortunado pero significó la llegada del ingeniero hidráulico César Cipolletti a la región; este fue la crecida de los ríos Limay, Neuquén y Río Negro, por eso fue que se le encargó al ingeniero italiano un estudio sobre los ríos de la región para poder trabajar sobre el control de los caudales y la utilización del agua para el riego, ya que en ese momento existente Canal de los Milicos había quedado inutilizado por la inundación.
La ciudad fue fundada el 3 de octubre de 1903 por el entonces general Fernández Oro. Se consideró esta fecha ya que aquel día se produjeron las primeras ventas de los terrenos loteados del general sanjuanino. El primer nombre del caserío fue «Colonia Lucinda» en honor a la esposa de Fernández Oro, la sanjuanina Lucinda Larrosa, pero en 1909 se le dio el nombre de la estación del ferrocarril instalada en la comuna desde 1904 que es el nombre actual que busca homenajear al ingeniero Cipolletti, gracias a quien se realizaron las obras hidráulicas que permitieron los cultivos en la región y la consiguiente población de la misma. Sin embargo, el juzgado de paz conservó el nombre "Colonia Lucinda" hasta 1942.
El 29 de abril de 1916 un decreto del presidente Victorino de la Plaza anexó los departamentos de General Roca y El Cuy al Territorio Nacional del Neuquén, por lo que la población del emergente poblado pasó a depender de aquel territorio. Esta situación solo se prolongó hasta 1918 cuando el presidente Hipólito Yrigoyen lo dejó sin efecto por no haber sido aprobado por el Congreso Nacional.
Sin embargo la primera comisión de fomento no se formó hasta el 17 de junio de 1919, aunque esta no estaba legalmente autorizada a funcionar como tal. El presidente de esta comisión fue Juan María París y el Doctor Agustín Bardo y Juan María Reyna lo acompañaron en la labor. Ellos dictaron la primera ordenanza el 10 de octubre de 1919 de la que se tiene conocimiento parcial, pero se ignora si llegó a ser aplicada con carácter obligatorio, por la falta de oficialización de la Comisión. Esto último recién se logró mediante un Decreto del Poder Ejecutivo Nacional el 16 de septiembre de 1925.
Esta ciudad del Alto Valle fue la primera que contó con servicio de luz eléctrica. Fue inaugurado el 1 de junio de 1923, siendo el dueño de la usina y las redes Enrique Schreiber, de origen alemán. Schreiber junto a su hijo fueron quienes hicieron el trabajo de instalación y redes.
En 1935 se funda en la ciudad la Biblioteca Bernardino Rivadavia como una iniciativa de un grupo de exalumnos de la Escuela N.° 53. Dos años más tarde la institución se abre al público poniendo a su disposición 400 libros.
El 12 de septiembre de 1969 el gobernador de facto Juan A. Figueroa Bunge anunció la construcción de una ruta que uniría General Roca directamente con El Chocón. Esta ruta dejaba fuera del recorrido a la ciudad de Cipolletti, por lo que su intendente, Julio D. Salto, se opuso rotundamente. El día 12 de septiembre de 1969 fue separado de su cargo por el gobierno provincial. La población paralizó la ciudad ante el hecho, se cerraron comercios y escuelas, y organizaron barricadas alrededor de la municipalidad, en un hecho histórico que es recordado como el "Cipolletazo". El conflicto se mantuvo hasta el día 17 de septiembre, con el ingreso del ejército en la ciudad. Luego de este hecho Figueroa Bunge debió renunciar, el 21 de septiembre de 1969.

## Economía

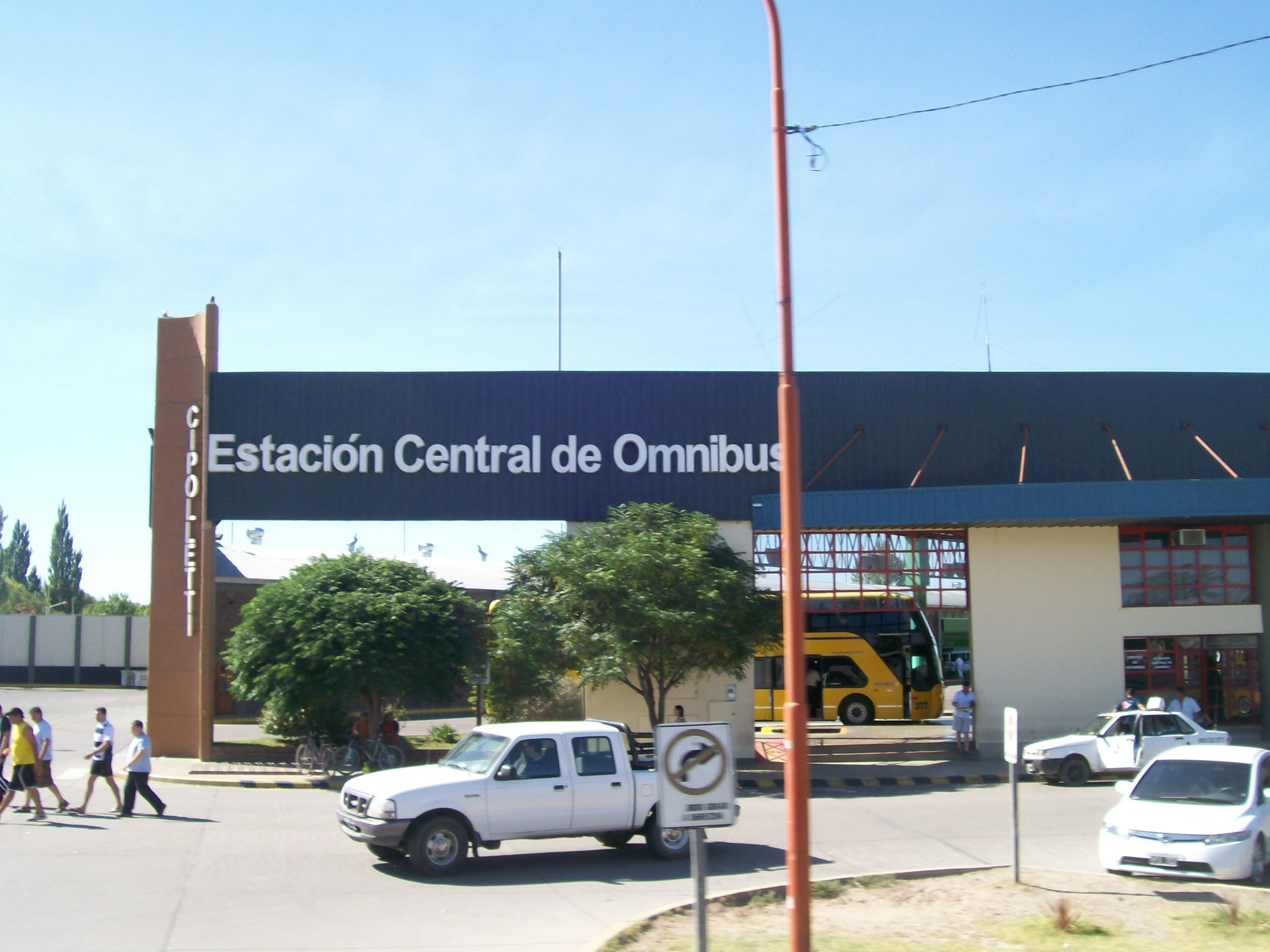
Terminal de ómnibus de Cipolletti.

Cipolletti es reconocida a nivel mundial por su producción de frutas (manzanas y peras) y derivados de estas (sidra, jugo concentrado, etcétera).
Aunque la economía de la ciudad se basó en un principio en la fruticultura, en este momento son otros los agentes económicos que han revitalizado a la ciudad. Por un lado está el alza internacional del precio del crudo, que aunque casi no se extrae en el ejido municipal (hay solo un pozo), sí ha inyectado enormes cantidades de dinero en la vecina ciudad de Neuquén. Por distintos motivos son muchas las personas que trabajan en Neuquén y viven en Cipolletti.
Tecnología y competitividad a escala nacional
El desarrollo de la ciudad alentó la formación y/o radicación de empresas no relacionadas con la actividad frutícola. Uno de los rubros más importantes es la industria de la construcción, que cuenta con importantes exponentes en la localidad (impulsadas por el proceso de expansión urbana), y que tiene varias industrias subsidiarias, entre las que se destacan las dedicadas a la fabricación de materiales y revestimientos (ladrilleras, hormigoneras, marmolerías, aserraderos, y fábricas de cerámicos, de mosaicos y de aberturas).
Hay industrias relacionadas con la producción de celulosa y papel. Un sector muy dinámico y competitivo es el de la industria alimenticia, en la que se destacan una planta de cría e industrialización avícola, y una fábrica y embotelladora de gaseosas, que se suman a establecimientos para la fabricación de pan y productos lácteos, entre otros.
La ciudad de Cipolletti cuenta con un parque industrial de una extensión de 12 hectáreas (en el presente se están realizando las obras para ampliarlo a otras cinco hectáreas). El parque, ubicado al NE de la ciudad, cuenta con parcelas de 4500 m², y con todos los servicios necesarios para alojar complejos industriales. Actualmente, están radicadas en él 20 empresas.
En los últimos años se instaló un variado espectro de empresas de servicios, la mayoría para dar respuesta a la demanda de servicios empresarios e industriales ejercida por los grandes establecimientos locales, así como por los radicados en la ciudad de Neuquén. En este rubro pueden mencionarse las empresas de servicios petroleros y financieros, consultoras de RR.HH., así como estudios de arquitectura e ingeniería.
A partir de la construcción de la Estación Terminal de Ómnibus de Cipolletti, muchas empresas de transporte de pasajeros han incorporado personal en la localidad. Cabe destacar que en la Terminal funciona una planta de cáterin para la producción y embalaje de alimentos destinados al consumo a bordo de los ómnibus. A su vez, teniendo en vista el importante tráfico de cargas y pasajeros que circula por la ciudad, hay un gran número de talleres mecánicos especializados en vehículos de gran porte.
Tecnología en salud
La ciudad se ha convertido en un centro de referencia a nivel patagónico por la tecnología aplicada en salud: varios centros de medicina por imágenes, una clínica cardiológica de nivel nacional, un instituto de medicina nuclear para el tratamiento de enfermedades cancerígenas, un sanatorio especializado en enfermedades de la vista, tres nosocomios privados y un moderno hospital público. Además, la Universidad Nacional del Comahue decidió emplazar en esta ciudad su Facultad de ciencias Médicas, que hoy cuenta con un edificio completamente equipado y otro en proceso de ampliación. La Facultad cuenta con convenios con prácticamente todos los nosocomios de la región para las prácticas de sus estudiantes.
Otro punto a considerar es la cada vez mayor cantidad de estudiantes universitarios y terciarios que se acercan a la ciudad para aprovechar la oferta educativa.

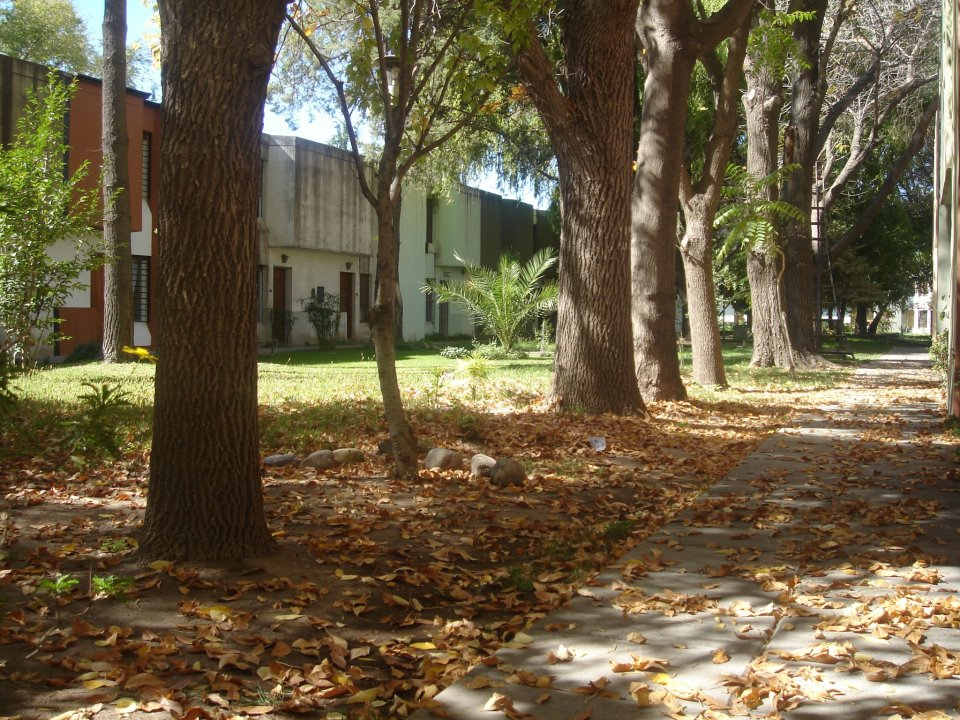
Imagen otoñal del barrio 12 de septiembre.

## Demografía

### Municipio
Como en todos los de Río Negro, el municipio de Cipolletti contiene varias localidades, siendo la principal de ellas la ciudad de Cipolletti. Además de población aglomerada en localidades, el municipio tiene población dispersa en la zona rural. 
La población del municipio es 105 482 habitantes y 40 813 viviendas según el censo 2022.
La tabla siguiente muestra las localidades del municipio según el censo 2010 y su población para dicho censo y el anterior.
| Nombre                   | Departamento | Población | Población | Variación (%) |
| Nombre                   | Departamento | 2010      | 2001      | Variación (%) |
| ------------------------ | ------------ | --------- | --------- | ------------- |
| Cipolletti (1)           | General Roca | 77 713    | 66 299    | 17,2          |
| Puente 83 (2)            | General Roca | 2512      | 2379      | 5,6           |
| Las Perlas               | El Cuy       | 2182      | 928       | 135,1         |
| Ferri                    | General Roca | 1385      | 737       | 87,9          |
| María Elvira             | General Roca | 162       | 122       | 32,8          |
| Población rural dispersa | General Roca | 3389      | 4282      | -20,9         |
| Población rural dispersa | El Cuy       | 149       | 200       | -25,5         |
| Total municipio          |              | 87 492    | 74 947    | 16,7          |

(1) Incluye barrios Costa Norte, Costa Sur y Labraña; (2) Incluye barrios El Treinta, Puente de Madera, Tres Luces y María Goretti.

### Localidad
La localidad de Cipolletti, contó con 77,713 habitantes (Indec, 2010), frente a  los 66,299 habitantes (Indec, 1991) del censo anterior.
Esta magnitud la sitúa como la tercera ciudad de la provincia. Cipolletti forma parte del Área Metropolitana de Neuquén, el aglomerado más grande de la Patagonia argentina y el 14.º del país.

## Urbanismo

### Barrios
Al poseer un extenso territorio, en el año 2018 se publicó la ordenanza N.° 355, que divide a la ciudad en 31 Barrios Urbanos, y 19 Barrios Rurales. La mayor parte de la población se asienta en la zona urbana, principalmente el barrio céntrico y los barrios lindantes.

### Expansión urbana
A lo largo de su historia, la ciudad ha mantenido un crecimiento constante, que se aprecia hoy en día en la cantidad de loteos, nuevos barrios (abiertos y cerrados) y emprendimientos inmobiliarios que hay en la ciudad y sus alrededores. Principalmente se consolidó la construcción de edificios en la zona céntrica, y nuevos loteos en zonas lejanas al centro. Cabe destacar que debido a esto, servicios como el agua y las cloacas están colapsadas (al igual que en Neuquén), debido a que no se llevan a cabo las obras necesarias para sostener el crecimiento urbano. 
Gracias a su creciente aumento de población, la ciudad se convirtió en la principal ciudad comercial del Alto Valle (en Río Negro). Se destacan en la zona céntrica diversas tiendas (desde indumentaria y alimentos, hasta materiales de construcción y repuestos), supermercados, restaurantes y cafeterías. 
Recientemente fue inaugurado el Centro Cultural Cipolletti (cuya construcción inició en el año 2010), el cual incluye una sala de teatro y la sala de cine "Lorenzo Kelly", que ofrece principalmente películas nacionales, y que actualmente ofrece también películas internacionales.
La ciudad era considerada una ciudad dormitorio, debido a que gran parte de la población se asentaba en la ciudad y trabajaba en Neuquén. Hoy en día esta categoría no aplica, ya que con la constante llegada de empresas a la ciudad, mucha gente no debe ir a Neuquén por trabajo. Lo mismo ocurre con la educación, ya que la gente de las zonas rurales o de otras localidades concurren a Cipolletti gracias a la cantidad de universidades e institutos terciarios que se asientan en la ciudad, destacándose las Facultades de Medicina y Ciencias de la Educación de la Universidad Nacional del Comahue, la Universidad Nacional de Río Negro y la Universidad de Flores.

### Parques

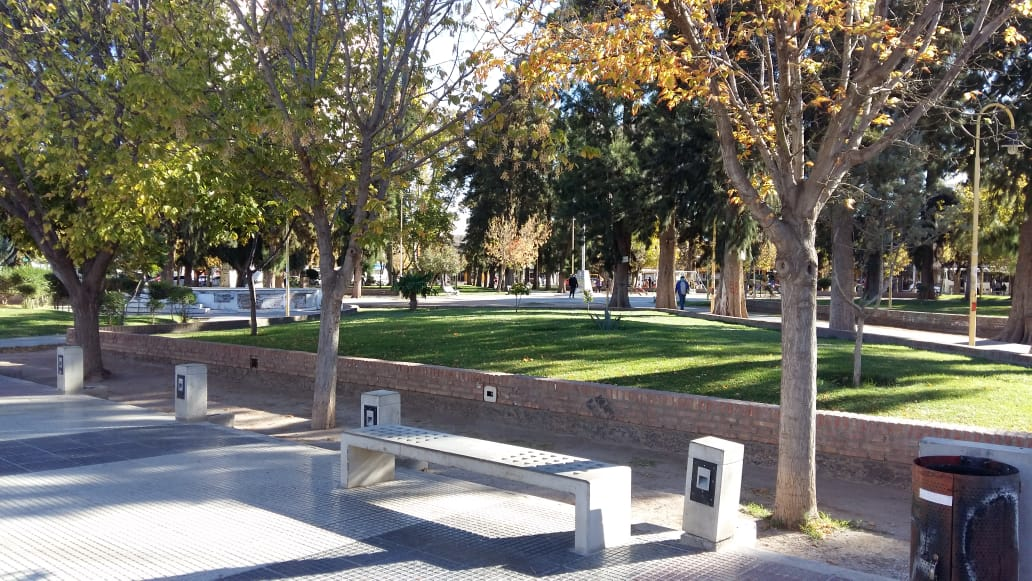
Plaza San Martín, Cipolletti.

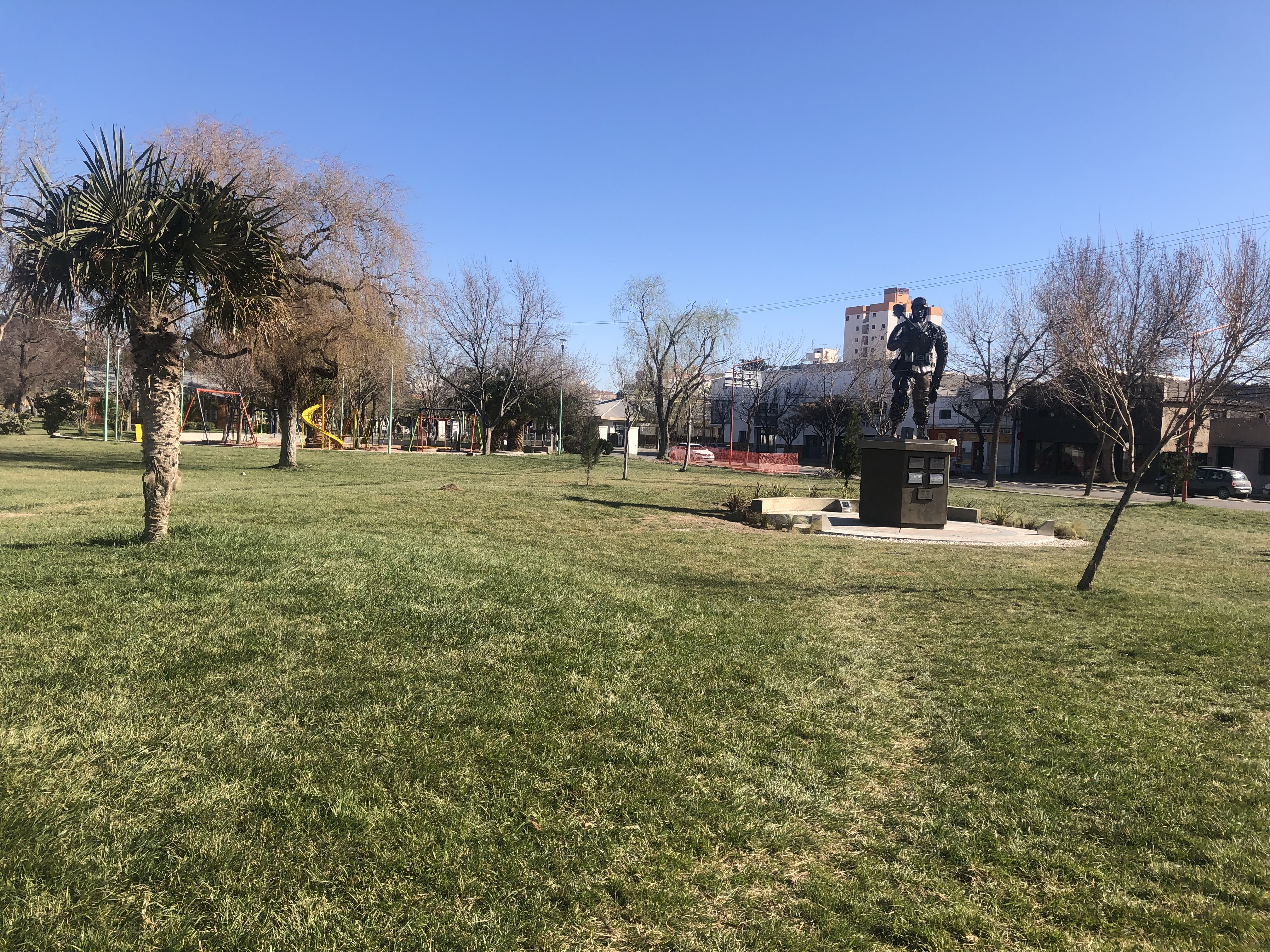
Paseo del Ferrocarril

- Paseo del FerrocarrilPlaza San Martín: También llamada "Plaza de la Justicia", está ubicada en pleno microcentro y es la plaza principal.[34] Es el parque más concurrido, ya que a su alrededor ofrece food trucks, juegos para niños y monumentos.
- Parque Rosauer: Es el parque más grande de la ciudad, y en él se ubica el Monumento a los Inmigrantes Italianos (también el más grande de la ciudad), que consiste en un pequeño coliseo que conforma un anfiteatro, con una fuente en su centro que representa a la loba junto con Rómulo y Remo. Anteriormente se ubicaba en este espacio el Parque Meteorológico de la ciudad, que más tarde fue retirado. Este parque ofrece esculturas de artistas locales, juegos para niños, un club de botánica y un área de ejercicio aeróbico.
- Paseo del Ferrocarril: Oficialmente llamado "Parque Mauricio Nuin", este parque ofrece senderos que lindan con las vías del ferrocarril, un "Punto Solar" (que ofrece energía para recargar dispositivos eléctricos y un dispensador de agua fría y caliente), la "Calesita de Cipolletti", una feria de artesanos (dependiendo de la temporada), y el anfiteatro de la Sinfónica. En este parque se encuentra el Complejo Cultural Cipolletti, la estación de trenes, y a su lado el museo ferroviario; también la "Casa de la Música" y una oficina de Registro Civil. En el lado oeste del parque se encuentra el barrio "Mariano Moreno", cuyas antiguas viviendas pertenecían originalmente a los trabajadores del ferrocarril.
- Plazoletas de la Avenida Alem: Con un total de 22 plazoletas, este paseo incluye monumentos, placas de arte y esculturas locales. Entre los monumentos se destacan el Monumento a César Cipolletti, al Inmigrante, a las Madres de Plaza de Mayo, a los Bomberos Voluntarios, entre otros.
- Parque Norte: Oficialmente llamado "Madre Teresa de Calcuta", es el barrio más grande de la zona norte de la ciudad, y ofrece grandes espacios de esparcimiento.Parque Norte, Cipolletti.

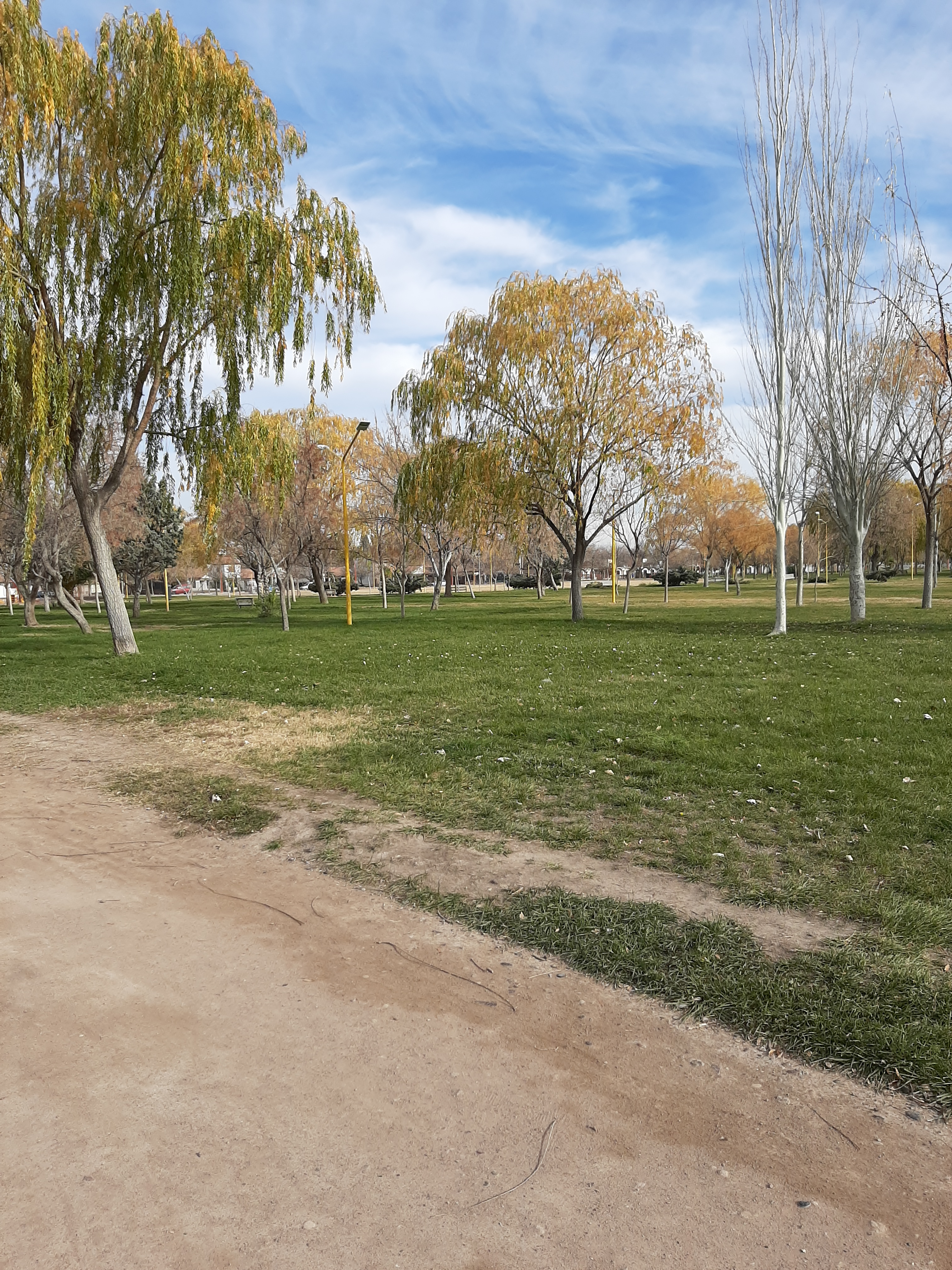
Parque Norte, Cipolletti.

- Plaza Pioneros del Barrio Don Bosco: Se encuentra en el barrio homónimo, y ofrece una feria de artesanos y de alimentos.

### Arquitectura urbana
El primer edificio en altura del Alto Valle fue el Edificio Torino, un edificio de 10 pisos construido en el centro de esta ciudad en el año 1967 a cargo del Ingeniero Hugo Rimmele; seguido por el Edificio Cipolletti (un complejo de dos torres de 10 pisos), construido en el año 1972, siendo uno de los iconos del centro cipoleño.
| Posición | Edificio              | °N. de pisos | Estado     | Finalizado |
| -------- | --------------------- | ------------ | ---------- | ---------- |
| 1        | Atlas del Parque (*)  | 20           | Finalizado | 2017       |
| 2        | Jardines de Esmeralda | 13           | Finalizado | 2018       |
| 3        | Pionero 4             | 12           | Finalizado | 2018       |

(*) Al ser un complejo de tres torres (Torre 1: 20 pisos, Torre 2: 15 pisos, Torre 3: 11 pisos), se considera solo la torre más alta del complejo.
Cabe destacar que el Complejo Atlas del Parque fue el segundo edificio más alto de la Patagonia (antes de la torre de 21 pisos sobre Av. Argentina en Neuquén), que luego fue desplazado por el complejo Garden Tower.

## Gobierno

### Comisiones de fomento
Las comisiones de fomento iniciaron informalmente sus actividades en 1920 y se prolongaron como tal hasta 1945. Sus integrantes fueron:
| Fecha de inicio          | Integrantes                                                                                         |
| 4 de noviembre de 1920   | Juan M. París, Agustín Bardi, José Garza                                                            |
| 10 de diciembre de 1925  | Jorge González Larrosa, Dimas Martínez, Ing. Pedro A. Bovet, Antonio Elosegui, José Brerre          |
| 21 de septiembre de 1927 | Juan González Larrosa, Marcial Muñoz, Guillermo Kopelmann, Augusto Franco, Francisco Pokasenki      |
| 18 de noviembre de 1927  | Bernardo Herzig, Ángel Ceriani, Florentino Soulés, Augusto Franco, Francisco Pokasenki              |
| 22 de febrero de 1928    | Bernardo Herzig, Ángel Ceriani, Florentino Soulés, Augusto Franco, Joaquín Portela                  |
| 31 de octubre de 1928    | Bernardo Herzig, Ángel Ceriani, Florentino Soulés, Luis Toschi, Joaquín Portela                     |
| 14 de noviembre de 1928  | Bernardo Herzig, Ángel Ceriani, Florentino Soulés, Luis Toschi                                      |
| 15 de noviembre de 1930  | Juan González Larrosa                                                                               |
| 19 de septiembre de 1931 | Jorge González Larrosa, Augusto Mengelle, Antonio Elosegui, Baldomero Criado, Paulino Diez González |
| 22 de septiembre de 1939 | Jorge González Larrosa, Baldomero Criado, Paulino Diez González, Hugo Maturi, Ernesto Rey           |
| 1 de septiembre de 1943  | Francisco Iglesias                                                                                  |
| 6 de diciembre de 1943   | Juan González Larrosa, Antonio Elosegui, Hugo Maturi, Cleto Fernández, Augusto Mengelle             |
| 16 de diciembre de 1945  | Hugo Maturi, Cleto Fernández, Antonio Elosegui, Augusto Mengelle, Fernando González Dorrego         |

La siguiente tabla muestra los jefes de gobierno municipal desde la recuperación de la democracia
| Año(s)        | Cargo                            | Nombre              | Partido                       |
| 1983-1987     | Presidente del Concejo Municipal | Alfredo Chertudi    | Unión Cívica Radical          |
| 1987-1991     | Intendente                       | Julio Rodolfo Salto | Movimiento Patagónico Popular |
| 1991-1995     | Intendente                       | Jorge Ocampos       | Unión Cívica Radical          |
| 1995-1999     | Intendente                       | Julio Arriaga       | Frente Grande                 |
| 1999-2003     | Intendente                       | Julio Arriaga       | Frente Grande                 |
| 2003-2007     | Intendente                       | Alberto Weretilneck | Frente Grande                 |
| 2007-2011     | Intendente                       | Alberto Weretilneck | Frente Grande                 |
| 2011-2015     | Intendente                       | Abel Baratti        | Frente para la Victoria       |
| 2015-2019     | Intendente                       | Aníbal Tortoriello  | Cambiemos                     |
| 2019-2023     | Intendente                       | Claudio Di Tella    | Juntos Somos Río Negro        |
| 2023-presente | Intendente                       | Rodrigo Buteler     | Juntos Somos Río Negro        |

## Deportes

### Clubes
El Club Cipolletti es el más importante de la ciudad. Cuenta con diversas disciplinas, de las cuales en la que más destaca es el fútbol, en el cual milita en el Torneo Federal A. En la ciudad además de destacan la Academia Pillmatún, el Club Social, Deportivo y Cultural San Martín de Cipolletti, el Club Deportivo y Social San Pablo, la Escuela de Fútbol Los Humildes, y la Asociación Deportiva La Amistad.
El Marabunta Rugby Club es uno de los clubes de rugby y hockey más importantes y antiguos de la Patagonia (fundado en 1970), y el más importante de su tipo en la región.

### Estadios y predios deportivos
- Estadio "La Visera de Cemento": Ubicado en el centro, es el estadio más grande e importante de la ciudad, siendo el estadio local del Club Cipolletti. Es un estadio de césped natural (anteriormente de césped sintético) con capacidad para unos 12000 espectadores; es uno de los más grandes de la Patagonia. En este predio también se incluye una confitería, vestuarios, quinchos para asociados, piscinas deportivas, canchas de tenis, canchas de pádel, una cancha de básquet, un gimnasio, una cancha de pelota-paleta, y canchas de hockey.
- "El Hormiguero": Es un predio ubicado al noroeste de la ciudad, donde reside el Marabunta Rugby Club. El predio cuenta con 4 campos de rugby y dos canchas de hockey. Cuenta también con un campo suplementario, un campo de entrenamiento nocturno, parquización de espacios libres, vestuarios de primera categoría, piscina, bar y comodidades para que los integrantes y visitantes del club disfruten a diario.
- Estadio Polideportivo Municipal: Es un estadio ubicado al noreste de la ciudad, en el cual se desarrollan múltiples actividades deportivas, principalmente las llamadas "Intercolegiales". Es un estadio de básquet con capacidad para 3000 personas.
- Complejo Municipal Ex Corpofrut: Es un complejo donde se encontraba asentado el frigorífico Corpofrut, del cual se aprovecharon las viejas cámaras de frío para adaptarlas, y así ser utilizadas con fin recreativo. En este complejo se desarrollan diversas actividades: gimnasia artística, básquet, palestra, tenis, entre otros. Al igual que el Estadio Polideportivo, en este espacio se desarrollan las "Intercolegiales" y diversos encuentros con otras ciudades.
- Predio del Club San Martín: Este predio cuenta con una gran cancha de fútbol, la cual también permite el entrenamiento nocturno.

## Educación
En la ciudad se encuentran las sedes tanto de la Universidad Nacional del Comahue como de la Universidad Nacional de Río Negro. También se encuentran la Universidad de Flores y la Universidad Empresarial Siglo 21.
Además la ciudad cuenta con varios institutos educativos de nivel terciario.

## Turismo

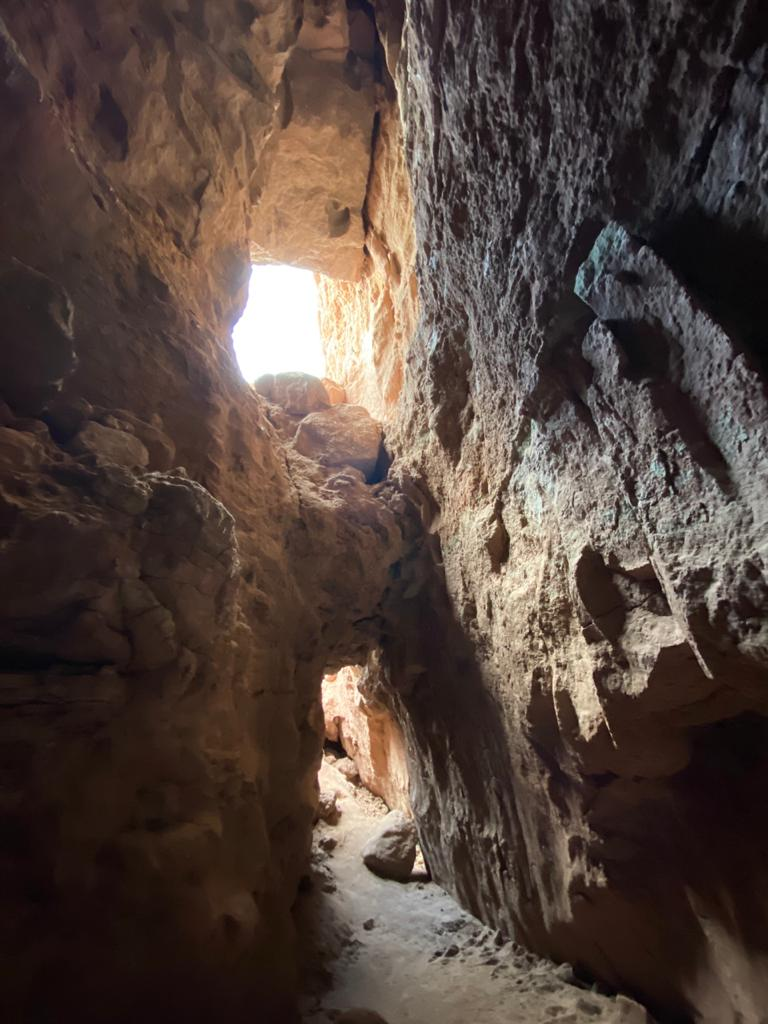
La Cueva del León

### Turismo de aventura
Esta ciudad ofrece diversas actividades: una flotada por la Confluencia de los ríos Limay y Neuquén “desde el agua”, recorrer el mirador de la Confluencia, desarrollando actividades como tirolesa, cabalgatas o senderismo por la Margen Sur. 
En la isla Jordán (sobre el Río Negro) se puede disfrutar de recorridos en kayak por el río. También son una gran opción los recorridos por caminos rurales en las chacras con producción de frutales.
En el comienzo de la margen sur del Río Negro, que se encuentra a unos pocos kilómetros del centro la ciudad, llegando a la zona del puente ubicado en la Isla Jordán, que cruza el Río Negro, y a unos mil metros recorriendo un camino de ripio, se puede conocer un lugar llamado La Buitrera o actualmente conocido como La Cueva del León, que brinda un hermoso paisaje.

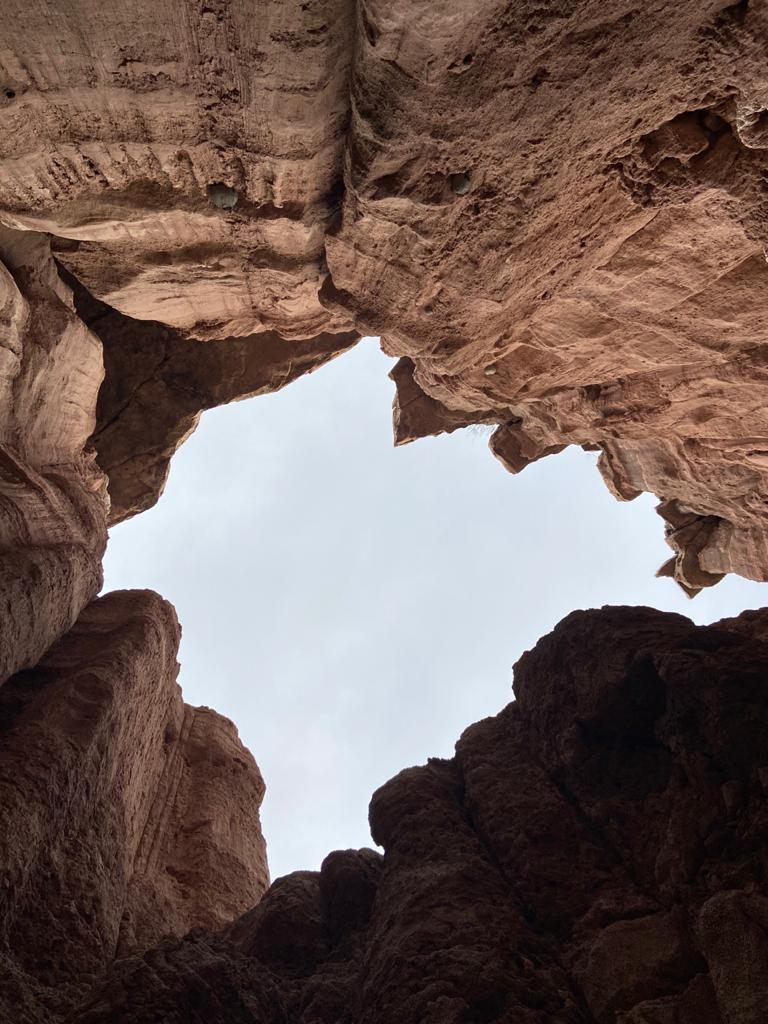
La Buitrera o Cueva del León.

### Museos
- Museo Provincial Carlos Ameghino: Es un museo de historia natural que funciona en la histórica casa "Pichi Ruca", perteneciente al General Fernández Oro. Este museo cuenta con una colección de aves, reptiles, minerales y material histórico de la ciudad; además contiene una colección paleontológica de restos fósiles de tetrápodos de la era mesozóica. Se ubica en la calle Belgrano 1700, en el predio del Marabunta Rugby Club.
- Bodega Museo La Falda: Es una antigua bodega con alrededor de 100 años de historia fundada por el alemán Bernardo Herzig, quien fue uno de los pioneros en la zona. Actualmente la bodega produce entre 1000 y 1500 botellas de vino artesanal al año. El museo ofrece rezagos de la historia de las personas que hicieron florecer el Alto Valle en medio del desierto. Se ubica en las afueras de la ciudad, sobre calle Maestro Don Juan Espinoza.
- Museo Ferroviario de Cipolletti: Es un museo inaugurado en 2016 por el 113° aniversario de la ciudad. Este museo ofrece muestras de la historia de la ciudad con la llegada del ferrocarril a la región. Se exponen maquetas de antiguos modelos de trenes que hubo en la zona, además de antiguos elementos que fueron recuperados, tales como un teléfono de madera, vagones antiguos, entre otros. Se ubica sobre la Av. Fernández Oro 451, en el Paseo del Ferrocarril.
- Museo del Fortín: El museo se encuentra en el antiguo Fortín 1° División de la Expedición al Desierto, y en él se expone la historia de la conquista de la región por parte de las tropas del General Roca. Se ubica sobre la Rotonda de Cipolletti (RN22 y RN151).

## Medios de comunicación

### Medios gráficos
La voz del pueblo fue el primer periódico, publicado por Zumpano y por Juan B. Darrieux en la década de 1920. Maximiliano Ledesma, quien además era dueño de una imprenta, fundó la segunda publicación de la región, llamada El Social. Esta salía los miércoles, desde el 20 de marzo de 1929 hasta el año 1952. También existió una publicación humorística llamada Abracadabra, iniciada por Antonio Turrín el 17 de junio de 1932, cuya emisión se prolongó durante tres años. Otra publicación, pero que tuvo un final abrupto, fue la revista Argos. Fue creada en 1933 pero un incendio cinco años después le puso fin al proyecto.

### Radiodifusión
En materia de radiodifusión, si bien la ciudad no cuenta con un canal propio si tiene un programa llamado "Televisión Comunitaria de Cipolletti", el cual se emite por el Canal 8 de General Roca. Además, en esta localidad se encuentran las siguientes radioemisoras:

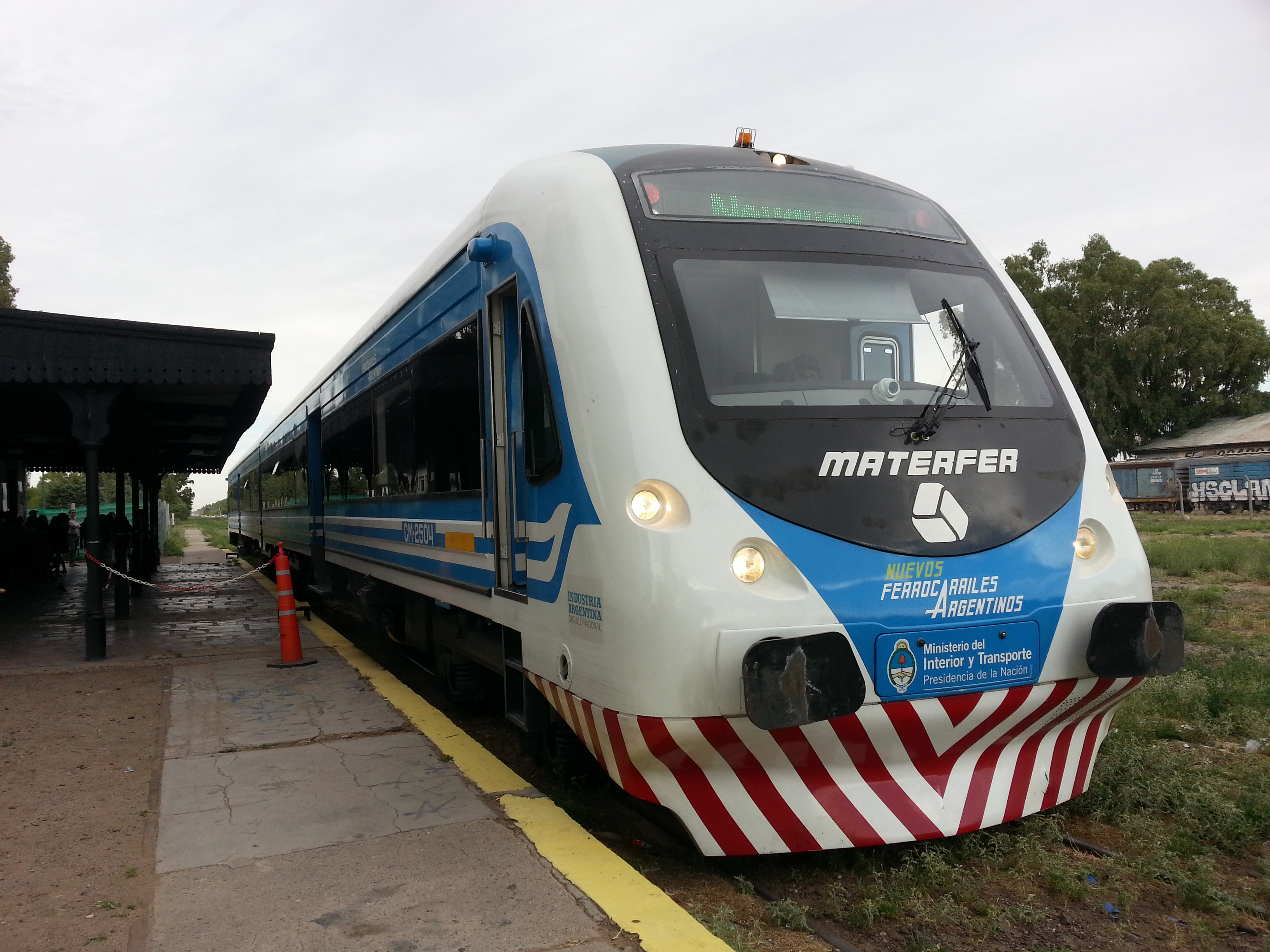
Tren del Valle

- AM 690 La Voz del Comahue
- FM 89.7 Galas
- FM 91.1 Mural
- FM 91.9 Me gusta FM
- FM 95.1 CNX
- FM 97.5 Activa
- FM 98.1 Meet Radio
- FM 99.1 Cipolletti
- FM 102.1 Creciendo
- FM 103.1 FM AZUL
- FM 102.9 La Voz del Comahue
- FM 105.9 Puerto Argentino

## Medios de transporte

### Colectivos
Las empresas de colectivos que transitan por la ciudad de Cipolletti son dos. Por un lado está Pehuenche S.A., que brinda servicio urbano e interurbano con la Ciudad de Neuquén. Por otro lado está la Empresa KO-KO, que une las principales ciudades del Alto Valle de Río Negro (a través de la Línea 914), como por ejemplo Allen, Cinco Saltos, Fernández Oro, General Roca y Villa Regina, entre otros. Las líneas urbanas cipoleñas son tres.
- El Ramal 1 transita uniendo Costa Norte y Costa Sur con el barrio Anahi Mapu.
- El Ramal 2 tiene sus cabeceras en la Plaza San Martín del centro de la ciudad y hace un recorrido por los barrios.
- El Ramal 3 tiene sus cabeceras también en la Plaza San Martín y en Ferri
- El ramal 4 une el puente 83 Tres Luces y el centro de la ciudad.

### Ferrocarriles
El Tren del Valle une la estación central de Cipolletti con la ciudad de Neuquén.

## Parroquias de la Iglesia católica en Cipolletti
| Diócesis   | Alto Valle del Río Negro                                                                          |
| ---------- | ------------------------------------------------------------------------------------------------- |
| Parroquias | La Sagrada Familia, San Pablo, Nuestra Señora de Luján, Nuestra Señora del Carmen, San Juan Bosco |

## Ciudades Hermanadas
- Río Gallegos, Argentina